# Verdaccio
Verdaccio este o tehnică picturală ce implică amestecarea unor pigmenți negri, albi și galbeni-ocru pentru a obține o nuanță gri-verzuie, ce constituie o bază picturală eficace pentru creația figurilor umane. Principiul acestei tehnici este complementaritatea culorii verzi (de unde își preia și numele) cu tonurile roșiatice folosite pentru a reprezeta pielea, fapt ce conferă picturii un realism aparte.
Verdaccio s-a popularizat în special în tehnica picturii de frescă, în cadrul căreia culoarea e folosită pentru a stabili valorile tonale, formând un substrat pictural monocromatic complet. Adesea, detalii arhitecturale în picturi în frescă sunt lăsate în inițialul verdaccio fără nicio adăugire; un exemplu remarcabil este Capela Sixtină.
În pictura în ulei, o tehnică similară este folosită de pictorii flamanzi, denumită „stratul mort”. Acesta este aplicat peste albul tradițional al pânzei și este constituit din brun și ocru. Scopul acestui strat este de a rafina valorile și de a neutraliza tonurile calde ale grundului pânzei. Ce rezultă este un substrat „alb spre verde-măsliniu spre negru” ce „pare radiat de lumina lunii”.

## Linkuri externe
- WetCanvas! : Michael Georges: Underpainting - Un grund pentru noul pictor